# Список королів Іраку
У статті подано список королів Іраку від 1921 до 1958 року.
| Ім'я                        | Портрет | Початок правління | Кінець правління |
| --------------------------- | ------- | ----------------- | ---------------- |
| Фейсал I араб. فيصل بن حسين |         | 23 серпня 1921    | 8 вересня 1933   |
| Газі I араб. غازي           |         | 8 вересня 1933    | 4 квітня 1939    |
| Фейсал II араб. فيصل الثاني |         | 4 квітня 1939     | 14 липня 1958    |